# لاعب حر
في الرياضات الاحترافية، اللاعب الحر هو لاعب مؤهل للتوقيع بحرية مع أي ناد؛ أي ليس مُلتزم بعقد مع أي فريق مُحدد. يستخدم هذا المصطلح أيضًا في إشارة إلى اللاعب المتعاقد مع نادي حاليًا ولكن يُسمح له بأخذ العروض من الأندية الأخرى. في بعض الحالات، تكون خيارات اللاعب الحر مقيدة بقواعد الدوري الذي يلعب به.

## الأنواع

### لاعب حر غير مُقيد
لاعب حر غير مُقيد هم لاعبون بدون فريق. لقد تم الإستغناء عنهم من ناديهم، أو انتهت مدة عقدهم بدون تجديد، أو لم يتم اختيارهم في درافت لاعبي الهواة في الدوري. يتمتع هؤلاء اللاعبون، بشكل عام، بالحرية للاستماع للعروض من جميع الفرق الأخرى في أي دوري وفي أي مكان.